# Багарестан (Аштіан)
Багарестан (перс. بهارستان) — село в Ірані, у дегестані Мазрае-Нов, у Центральному бахші, шахрестані Аштіан остану Марказі. За даними перепису 2006 року, його населення становило 253 особи, що проживали у складі 87 сімей.

## Клімат
Середня річна температура становить 12,93 °C, середня максимальна – 31,96 °C, а середня мінімальна – -9,09 °C. Середня річна кількість опадів – 220 мм.
| Клімат поселення                              | Клімат поселення | Клімат поселення | Клімат поселення | Клімат поселення | Клімат поселення | Клімат поселення | Клімат поселення | Клімат поселення | Клімат поселення | Клімат поселення | Клімат поселення | Клімат поселення | Клімат поселення |
| Показник                                      | Січ.             | Лют.             | Бер.             | Квіт.            | Трав.            | Черв.            | Лип.             | Серп.            | Вер.             | Жовт.            | Лист.            | Груд.            |                  |
| Середній максимум, °C                         | 8,04             | 9,94             | 14,98            | 20,70            | 25,29            | 30,65            | 31,96            | 30,78            | 26,85            | 21,10            | 14,72            | 8,61             |                  |
| Середня температура, °C                       | −0,53            | 1,36             | 6,40             | 12,15            | 16,72            | 22,08            | 25,80            | 24,60            | 20,67            | 14,92            | 8,53             | 2,44             |                  |
| Середній мінімум, °C                          | −9,09            | −7,2             | −2,17            | 3,57             | 8,16             | 13,52            | 19,63            | 18,43            | 14,51            | 8,76             | 2,38             | −3,73            |                  |
| Норма опадів, мм                              | 32               | 33               | 41               | 29               | 23               | 3                | 1                | 1                | 0                | 9                | 19               | 29               |                  |
| Середньомісячна швидкість вітру, м/с          | 1.51             | 1.98             | 2.60             | 2.77             | 2.68             | 2.43             | 2.62             | 2.30             | 2.12             | 2.08             | 1.84             | 1.21             |                  |
| Середньомісячна сонячна радіація, кДж/м²·день | 9363             | 12525            | 15122            | 18573            | 22353            | 26785            | 26084            | 24130            | 21014            | 15596            | 11201            | 9161             |                  |
| --------------------------------------------- | ---------------- | ---------------- | ---------------- | ---------------- | ---------------- | ---------------- | ---------------- | ---------------- | ---------------- | ---------------- | ---------------- | ---------------- | ---------------- |
| Джерело:                                      |                  |                  |                  |                  |                  |                  |                  |                  |                  |                  |                  |                  |                  |